# イタリアの国章
イタリア共和国の国章（伊: Stemma della Repubblica Italiana）は、1948年1月31日にイタリア共和国の制憲議会で議決され、初代共和国大統領エンリコ・デ・ニコラにより1948年5月5日に公布された（法令535号、decreto legislativo n. 535）。ヨーロッパの伝統的な紋章学の体系に沿って作られていないため、紋章 (伊: Stemma, 英: Coat of arms) というよりエンブレム（Emblema della Repubblica Italiana）というほうが正確である。

## 詳細

白黒版のイタリアの国章（政府文書類に使用されているもの）

イタリア共和国のエンブレムは、赤で縁どった白い五芒星を、五つのスポークがある歯車の上に配し、その向かって左にオリーブの枝を、向かって右にオークの枝を置いている。緑の葉をつけた二本の枝は、白い大文字で「REPVBBLICA ITALIANA」（イタリア共和国）と書かれた赤いリボンで根本を結ばれている。
エンブレムの最も重要な部分である白い五芒星は、イタリアの世俗の象徴で「Stellone d'Italia（イタリアの星）」と呼ばれる。国家の守りとしての意味をもち、1870年から1890年までのイタリア王国国章のクレスト（兜飾り）部分にあしらわれていた。イタリア王国成立以前のイタリア統一運動に使われた図像では、イタリア・トゥリッタ（Italia Turrita、イタリアを擬人化した女性像で「塔のイタリア」を意味する）の頭上にこの白い星が輝いていた。白い星は、第二次大戦後のイタリア復興に寄与した者に贈られた「イタリア連帯の星騎士団勲章」（Ordine della Stella della Solidarietà Italiana）にもあしらわれ、またイタリア軍人であることを示すためにも使われる。
鉄の歯車は、イタリア共和国憲法を象徴する。その第1条には、「イタリアは、労働の上に築かれる民主主義の共和国である」とある。歯車の形は、イタリアの各都市の紋章によく見られイタリア・トゥリッタも頭に載せている城壁冠（mural crown）をも思い起こさせるものであり、クラウンを載せた君主制国家ではなく市民による共和国であることを象徴する。
オリーブの枝は、共和国が平和（国内での調和と国外での兄弟愛）を願うことを意味する。イタリア共和国憲法第11条には、「イタリアは攻撃の手段としての戦争を拒否し…」とある。オークの枝は、イタリア人民の力と尊厳の象徴である。また、オリーブもオークもイタリアの国土の風景を形作る植物である。

## 歴史
第二次世界大戦前のイタリア王国では、王家であるサヴォイア家の紋章（紋章記述では「gules a cross argent」、赤地に銀色の十字）をもとにした国章が定められていた。盾の両側には立ち上がり脚を踏み出した金色のライオン二頭がいて盾を支えるサポーターとなっていたが、ファシスト党が政権を握って以降はライオンに代わりファッショ（束桿）がサポーターとなった。

イタリア王国の国章（1870年より1890年）
イタリア王国の国章（1890年より1929年、およびファシスト党政権崩壊後の1944年より1946年）、サヴォイア家の紋章に近くなるよう改定された形
イタリア王国の国章（1929年より1944年、ファシスト党独裁体制期）
イタリア王国の小紋章 （1890年より1929年）
イタリア王国の小紋章（1890年より1929年）
イタリア王国の小紋章 （1929年より1943年、ファシスト党独裁体制期）
イタリア社会共和国の国章（1943年より1945年）

第二次世界大戦後、暫定国家主席兼首相アルチーデ・デ・ガスペリのもとで1946年6月の国民投票により新たに誕生したイタリア共和国は、国外追放された旧王家にちなんだ紋章を廃止し新しい象徴となるエンブレムを作ろうとの決定を1946年10月に行った。エンブレムのデザインは一般公募により選ばれたが、公募にあたり政党のマーク類は禁じる、イタリアの世俗の象徴である白い五芒星（Stellone d'Italia）を含む、という条件を求めた。ここで選ばれた5人の候補は、さらに具体的な要件に基づくデザインを行うよう求められた。その結果、1914年から1948年までローマ美術大学の教授を務めたパオロ・パスチェット教授の案が選ばれ1947年2月に他の候補者の作品とともにローマのマルグッタ通りで展示された。しかしこの案は大衆の支持を得られず、新たな公募が行われパオロ・パスチェットの新たな案が優勝した。この案が制憲議会の議決を経て1948年に公布されている。